# Fording River
Fording River är ett vattendrag i Kanada.   Det ligger i provinsen British Columbia, i den södra delen av landet, 2 900 km väster om huvudstaden Ottawa.
I omgivningarna runt Fording River växer i huvudsak barrskog. Trakten runt Fording River är nära nog obefolkad, med mindre än två invånare per kvadratkilometer.